# Décomposition spinodale
 (décembre 2020).
Si vous disposez d'ouvrages ou d'articles de référence ou si vous connaissez des sites web de qualité traitant du thème abordé ici, merci de compléter l'article en donnant les références utiles à sa vérifiabilité et en les liant à la section « Notes et références ».
La décomposition spinodale est un processus par lequel un mélange de deux constituants ou plus peut se séparer en régions distinctes avec des concentrations des matériaux différentes.  Ce processus diffère de la nucléation en ce sens que la séparation de phase due à la décomposition spinodale se produit à travers tout le matériau, et non uniquement au niveau de sites de nucléation.